# Can Trobat
Can Trobat és una masia del municipi de Garriguella (Alt Empordà) inclosa en l'Inventari del Patrimoni Arquitectònic de Catalunya. Està situat a l'inici de la població de Garriguella, molt a prop de l'accés principal a la vila des de la carretera C-252, amb l'accés principal des del carrer Castelló.

## Descripció
Es tracta d'una gran masia de planta rectangular, constituïda per diversos cossos adossats, i envoltada de jardí i camps. L'edifici principal està format per tres crugies i presenta planta baixa, dos pisos i un altell. Les cobertes són de teula, la de l'altell és plana. Als costats de ponent i de migdia se li afegiren dues crugies més, disposades formant xamfrà a la cantonada sud-oest, i que donen lloc a una terrassa al primer pis. L'accés a la casa des del carrer es fa per una porta d'entrada ubicada a la banda de llevant. És d'arc rebaixat, bastida amb carreus de pedra ben escairats i decorats amb una motllura interior. Forma part del mur de tancament de la finca i dona accés a una de les crugies que formen part de la casa, amb portal rebaixat i finestres balconeres al pis.
Les façanes nord i oest presenten les obertures rectangulars, amb l'emmarcament bastit amb carreus de pedra ben escairats. Al primer pis són finestrals de sortida a la terrassa, mentre que a la segona planta es corresponen amb balcons exempts, amb llosana treballada i barana de ferro. Les altres dues façanes també presenten obertures rectangulars, amb l'emmarcament d'obra. Al sud destaca un portal d'arc de mig punt, bastit amb carreus de pedra, i una altra terrassa al nivell del segon pis. A l'extrem sud-oest hi ha un petit cos adossat a l'edifici, que connecta amb la terrassa de la primera planta. Presenta un portal de mig punt, que dona pas a la part posterior del jardí. Per la banda oest hi ha un cos adossat a la casa principal, el qual presenta dues finestres i un portal d'accés bastits amb carreus de pedra. En una de les llindes de les finestres hi ha gravades dues dates diferents, l'any 1662 i el 1737, amb una creu al mig. Al portal hi ha una inscripció gravada amb la data 1698.
L'interior de l'edifici presenta nombroses estances amb sostres de guix decorats amb motllures diverses, amb el mobiliari i la decoració dels segles xviii i xix. S'ha d'esmentar també l'existència d'una capella particular en la que hi ha un retaule de fusta dedicat a la Mare de Déu de Núria, datat al segle xviii.
Tota la construcció està bastida amb pedra de mida irregular lligada amb morter de calç. Algunes parts del mur exterior han estat arrebossades recentment, mentre que d'altres conserven encara el revestiment antic.

## Història
L'edifici ha estat, des de sempre, possessió de la família Trobat que és qui hi resideix avui dia. Malgrat que les primeres notícies sobre aquesta família són del 1602, l'actual edifici sembla que es va construir a finals del segle xvii i xviii. La família porta avui dia el cognom de Gifré-Trobat, perquè aquest darrer es va perdre quan una pubilla del llinatge va heretar la propietat. La família Trobat es dedica actualment a la fabricació de vins regentant un dels cellers més importants de la zona, que porta el nom del seus propietaris.